# Cetrelia nuda
Cetrelia nuda är en lavart som först beskrevs av Hue, och fick sitt nu gällande namn av W. L. Culb. & C. F. Culb. Cetrelia nuda ingår i släktet Cetrelia och familjen Parmeliaceae.   Inga underarter finns listade i Catalogue of Life.